# Christa Dichgans

Christa Dichgans, 1997

Christa Springer-Dichgans (* 6. April 1940 in Berlin; † 14. Juli 2018 ebenda) war eine deutsche Malerin und Grafikerin der Pop-Art-Bewegung.

## Leben
Dichgans studierte Malerei an der Hochschule der Künste in Berlin.
1966 kam sie mit einem Stipendium der Studienstiftung des Deutschen Volkes nach New York, kehrte aber im folgenden Jahr nach Europa zurück und ließ sich in Rom nieder. Seit 1972 wohnte sie in Berlin und La Haute Carpénée in Südfrankreich. Zwischen 1984 und 1988 arbeitete sie als Assistentin von Georg Baselitz an der Hochschule der Künste Berlin.
Christa Springer-Dichgans verstarb 78-jährig in ihrer Geburtsstadt und wurde auf dem dortigen Friedhof Zehlendorf (Feld 013-89) beigesetzt.
Sie war bis zu seinem Tod mit dem Galeristen Rudolf Springer verheiratet.

## Ausstellungen

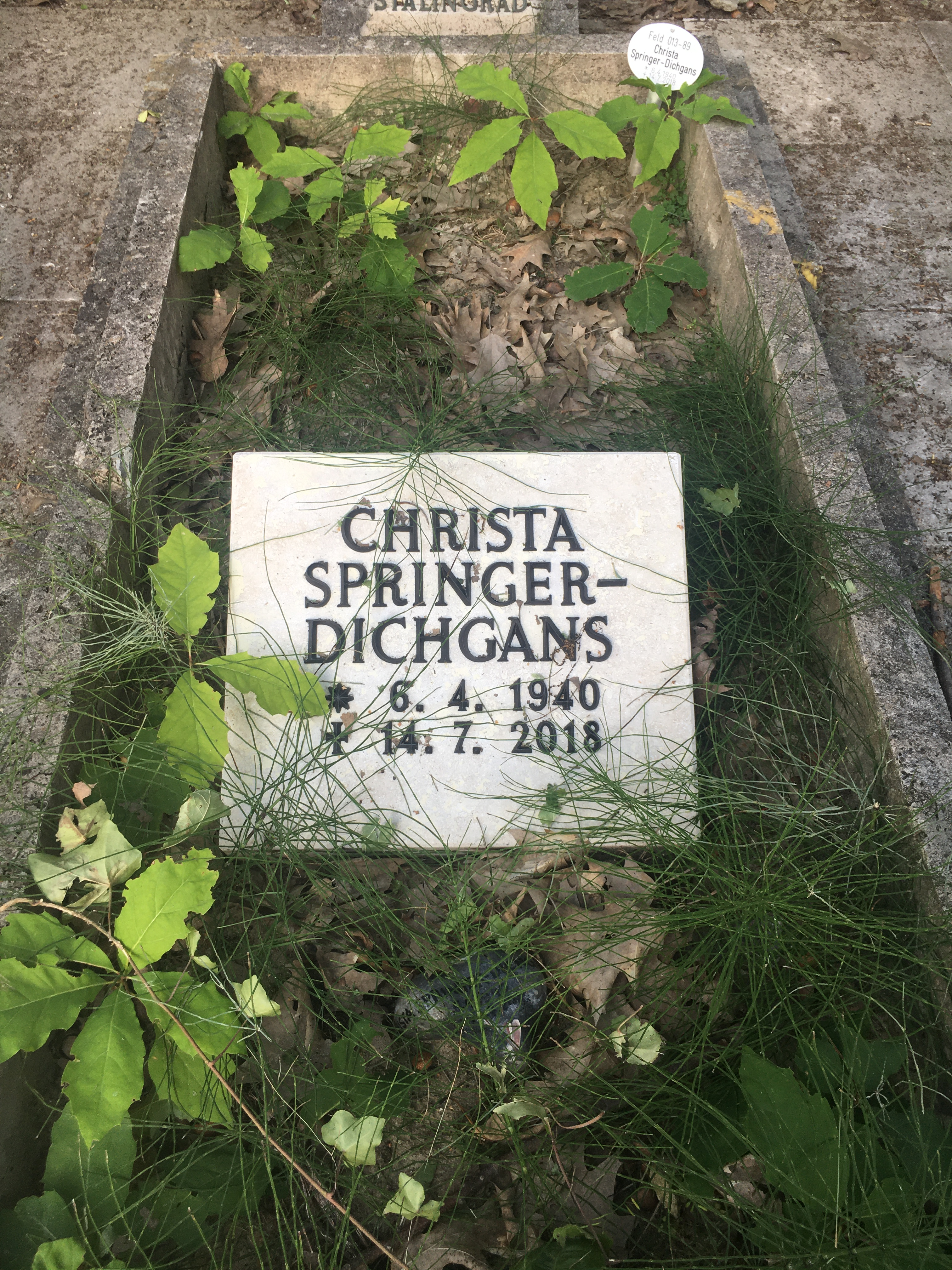
Grabstein

Seit 1967 gab es zahlreiche Einzelausstellungen ihrer Bilder, unter anderem in Berlin, New York, Paris, Venedig, Buenos Aires, Zürich und Moskau sowie mehrere Gruppenausstellungen. Sie war eine von neun Künstlerinnen in der Pop-Art-Ausstellung Power Up – Female Pop Art in der Kunsthalle Wien im Winter 2010/2011.

### Einzelausstellungen (Auswahl)
- 1997 Rußland, Galerie Springer, Berlin, Dezember 1996 – Februar 1997
- 2000 Christa Dichgans. Zum 60 – Bilder, Galerie Poll, Berlin, 8. April – 10. Juni 2000[3]
- 2004 Christa Dichgans: Bilder und Skulpturen, Galerie Kasten, Mannheim, 28. März bis 31. Mai 2004
- 2006 Christa Dichgans. King Kong Kisses, Contemporary Fine Arts, Berlin, 25. August bis 23. September 2006
- 2010 Spielzeugbilder 1967–7, Galerie Daniel Blau, München
- 2017 Plüschtieroper, Contemporary Fine Arts, Berlin
- 2018 Christa Dichgans, Kein Stillleben, Kestnergesellschaft, Hannover

### Öffentliche Sammlungen
- Neue Nationalgalerie, Berlin
- Berlinische Galerie, Berlin
- Kupferstichkabinett, Berlin
- Sammlung des Bundestages, Berlin
- Kunstmuseum Bonn
- Städtische Galerie Viersen
- Kirchliches Museen Würzburg
- Kunstverein Schloß Wertingen